# Sarthe
Sarthe är ett franskt departement, beläget i västra delen av landet i regionen Pays-de-la-Loire. Departementet har fått sitt namn efter floden Sarthe som flyter genom landskapet. Huvudort är Le Mans. 
Sarthe är i huvudsak ett landsbygdsdepartement med jordbruk, men dess största stad Le Mans utgör ett markant undantag. Le Mans och storstadsområdet omfattar 90 kommuner och har cirka 300 000 invånare, vilket är nästan hälften av departementets totala befolkning. Övriga Sarthe är glest och ojämnt befolkat.
I norra delen av Sarthe löper bergskedjan Alpes mancelles vilket är en utlöpare till Massif armoricain. I denna del av landskapet finns vidsträckta EU-skyddade skogar som Forêt de Perseigne och Forêt de Bercé.